# Dagmar Škodová Parmová
Dagmar Škodová Parmová (* 19. července 1977 České Budějovice) je česká politička, ekonomka a socioložka, od roku 2020 zastupitelka Jihočeského kraje (navíc od roku 2024 radní kraje), od roku 2022 primátorka města České Budějovice, členka ODS. Působí též jako vysokoškolská pedagožka, v letech 2019 až 2023 jako děkanka Ekonomické fakulty Jihočeské univerzity.

## Život
V letech 1996–2001 vystudovala Zemědělskou fakultu Jihočeské univerzity v Českých Budějovicích. V roce 2002 získala doktorát na Univerzitě Jana Keplera v Linci. Habilitovala se v roce 2012 v oboru ekonomika a management. Publikuje práce ve svém oboru.
Je činná v akademických orgánech a ve vedení Jihočeské univerzity. V letech 2019 až 2023 byla děkankou Ekonomické fakulty Jihočeské univerzity v Českých Budějovicích.

## Politické působení
V komunálních volbách v roce 2018 byla zvolena jako nezávislá na kandidátce subjektu „Sdružení Občanské demokratické strany a nezávislých kandidátů“ zastupitelkou města České Budějovice. V krajských volbách v roce 2020 byla zvolena již jako členka ODS zastupitelkou Jihočeského kraje. Stala se předsedkyní Výboru pro výchovu, vzdělávání a zaměstnanost.
V komunálních volbách v roce 2022 obhájila post zastupitelky města České Budějovice, když byla lídryní kandidátky ODS. Následně se dne 24. října 2022 stala primátorkou města, když její vítězná ODS uzavřela koalici s uskupením „KDU-ČSL a TOP 09 - Společně pro Budějovice“, Piráty a hnutím Jihočeši 2012. Ve funkci vystřídala Jiřího Svobodu z hnutí ANO, stala se zároveň historicky první ženou v roli primátorky města.
V krajských volbách v roce 2024 obhájila jako členka ODS post zastupitelky Jihočeského kraje. V říjnu 2024 se pak stala radní kraje.